# Kanton Saint-Louis-3
Kanton Saint-Louis-3 (francouzsky Canton de Saint-Louis-3) byl francouzský kanton v departementu Réunion v regionu Réunion. Tvořila ho pouze část města Saint-Louis a obec Cilaos. Zrušen byl při reformě francouzských kantonů v roce 2014.